# Епархия Святых Петра и Павла в Мельбурне
Епархия Святых Петра и Павла в Мельбурне (лат. Eparchia Sanctorum Petri et Pauli Melburnensis Ucrainorum; укр. Мельбурнська єпархія святих апостолів Петра й Павла) — епархия Украинской грекокатолической церкви с центром в городе Мельбурн, Австралия. Кафедральным собором епархии Святых Петра и Павла в Мельбурне является собор святых апостолов Петра и Павла.

## История
10 мая 1958 года Папа Римский Пий XII выпустил буллу "Singularem huius", которой учредил Экзархат Австралии, для верующих Украинской грекокатолической церкви.
24 июня 1982 года Папа Римский Иоанн Павел II издал буллу "Christum Iesum", которой преобразовал Экзархат Австралии в епархию святых апостолов Петра и Павла.
Вслед за Украинской греко-католической церковью на Украине, в Польше и Апостольской администратуры для католиков византийского обряда в Казахстане и Центральной Азии, епархия Святых Петра и Павла в Мельбурне решила провести календарную реформу. Согласно декрету владыки Николая Бычка от 22 марта 2023 года, с 1 сентября 2023 года УГКЦ в Австралии и Океании полностью переходит на григорианский календарь, включая Пасхалию, в отличие от УГКЦ в Евразии.
24 марта 2023 года епископ Николай заявил, что основное намерение календарной реформы УГКЦ в Австралии и Океании — быть в единстве с Католической церковью в целом, и с УГКЦ в частности. Епископ Николай подчеркнул, что изменятся только даты, а традиции празднования украинцев Австралии останутся неизменными:
Этот шаг тяжел, возможно, болезненный для некоторых прихожан. Но мы как епархия, входящая в состав УГКЦ, были обязаны также сделать этот шаг, чтобы жить в единстве. Искренне признаюсь, что для меня это решение [о календарной реформе на Украине] было шоком. Как епископ, я не ожидал, что оно будет принято так быстро. Очень часто в это люди закладывали в определенной степени политическое, а не духовное содержание. Ибо для многих сейчас стоит вопрос максимально оторваться от России, от Московии. И это они считают основным направлением и в церковной жизни, чтобы не иметь общего Рождества с Россией. С одной стороны это хорошо. С другой — смена календаря имеет гораздо более глубокие духовные корни. Это не только Рождество и Пасха, но и большие изменения.

## Ординарии епархии
- епископ Иоанн Прашко (10.05.1958 — 16.12.1992);
- епископ Пётр Стасюк, C.SS.R. (16.12.1992 — 15.01.2020);
- кардинал Николай Бычок, C.SS.R. (с 15 января 2020 года).

## Источник
- Annuario Pontificio, Libreria Editrice Vaticana, Città del Vaticano, 2003, ISBN 88-209-7422-3
- Булла Singularem huius, AAS 50 (1958), p. 97  (лат.)
- Булла Christum Iesum  (лат.)